# Merriell Shelton
Pour les articles homonymes, voir Shelton.
Merriell Shelton surnommé Snafu, né le 21 janvier 1922 et mort le 3 mai 1993,  est un ancien militaire ayant servi au sein du Corps des Marines pendant la guerre du Pacifique lors de la Seconde Guerre mondiale.

## Biographie
Merriell Shelton est un Cadien de Louisiane. Pendant la Seconde Guerre mondiale, il rejoint le Corps des marines, au sein de la compagnie K, du 3e bataillon, du 5e régiment, de la 1re division des Marines. Lors de la bataille de Peleliu, il fait la connaissance d'Eugene Sledge qu'il surnommera Sledgehammer ; les deux hommes fraternisent puis repartent au combat pour Peleliu et Okinawa.
Après la guerre il répare des climatiseurs.

## Postérité
Dans la série télévisée The Pacific, son personnage est interprété par Rami Malek,,.